# Chó Münsterländer lớn
Large Münsterländer (còn gọi là Großer Münsterländer) là một giống chó săn đầu tiên bắt nguồn từ vùng Münster ở Đức.
Câu lạc bộ giống đầu tiên được thành lập ở Đức vào năm 1919 và giống chó này được công nhận bởi Câu lạc bộ Kennel (Anh) vào năm 1971.
Loài này là một nhánh của Chó chăn cừu lông dài, và được chính thức công nhận là một giống riêng biệt khi câu lạc bộ chó chăn cừu lông dài dẫ từ chối công nhận ra sự biến đổi màu đen và trắng.

## Ngoại hình

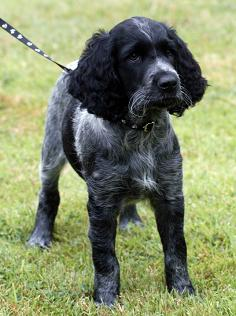
Chú chó Large Münsterländer 10 tuần tuổi

Chó Large Münsterländer là giống chó thể thao, thông minh, cao quý và thanh lịch. Cơ thể của nó có chiều dài tương tự như chiều cao của nó tại các vai. Giống chó này khá cơ bắp, dáng đi không bị cồng kềnh.

### Kích thước
Chó Large Münsterländer có chiều cao 60–65 cm ở con đực tại các vai còn con cái là 58–63 cm. Cân nặng của giống chó này khoảng 30 kg.

### Bộ lông và màu
Bộ lông có màu đen và trắng với những sợi lông có độ dài trung bình. Do tính chất của gen piebald, màu đen trong mẫu lông của giống này biến đổi nhiều chủ yếu từ màu trắng sang màu đen. Các dấu hiệu xuất hiện dưới dạng các mảng màu đen, với màu đen hoặc màu lang làm đầy lông trắng ở các mức độ phân bố khác nhau. Thông thường, đầu chủ yếu là màu đen và đầu đuôi là màu trắng, bất kể phân bố của màu đen và trắng, và lang và đánh dấu vào phần còn lại của cơ thể. Bộ lông dày đặc, nhưng vững vàng và bóng bẩy.

## Lịch sử

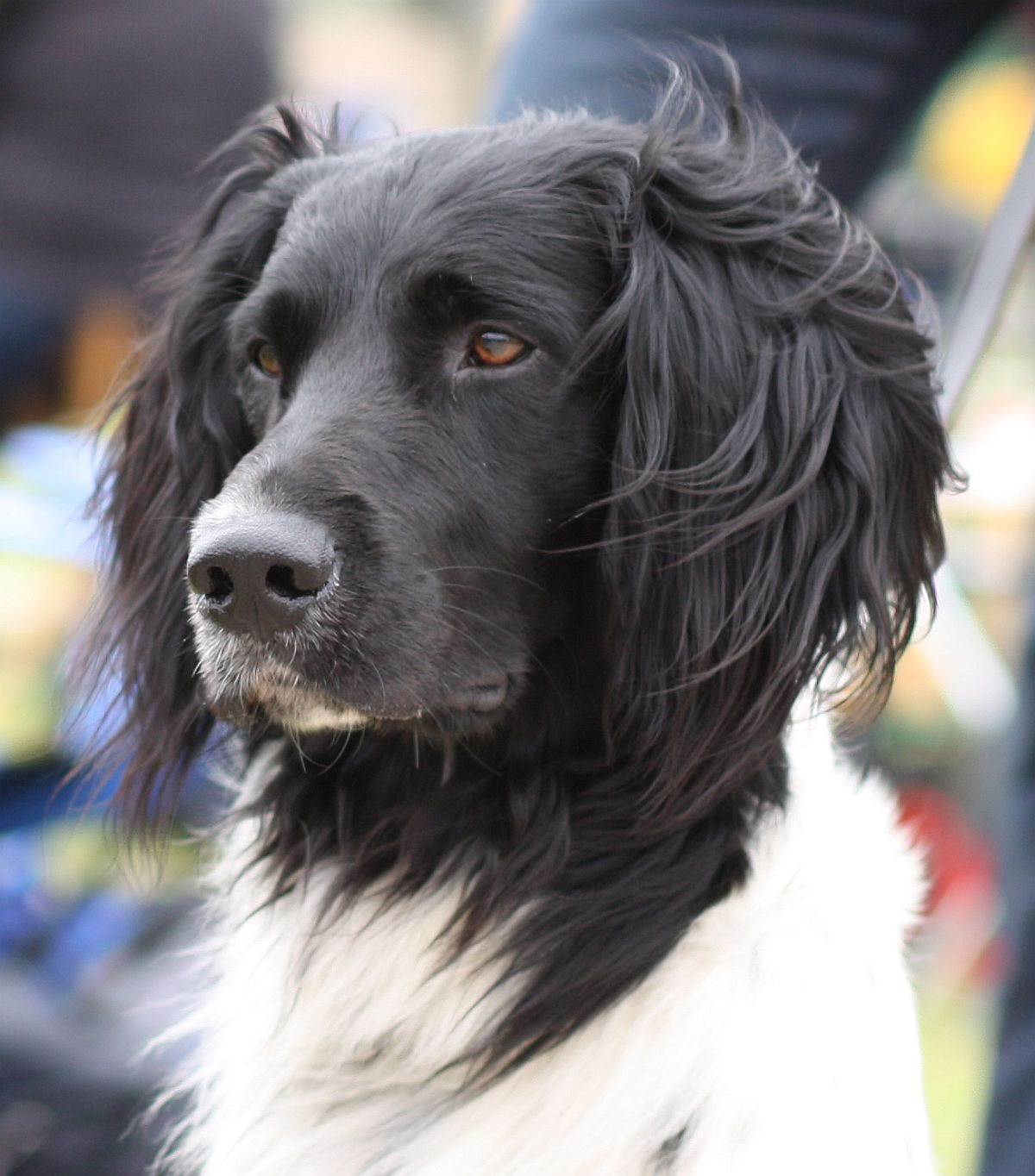
Chân dung chó Large Münsterländer

Chó Large Münsterländer là một trong nhiều giống chó lục địa của con chó săn. Nó cũng là một giống chó săn, chỉ điểm và hồi phục. Mặc dù giống này là một trong những giống cuối cùng của giống Đức để có được đại diện chính thức của một câu lạc bộ giống riêng biệt, chó Large Munsterlander được công nhận là một biến thể màu của Chó chăn cừu lông dài của Đức trước thời điểm đó. Loài chó này lần đầu tiên được công nhận chính thức ở Munsterland ở Tây Bắc nước Đức vào đầu những năm 1900. Tuy nhiên, tiền thân của chó Large Munsterlander hiện đại có thể được công nhận trong các đại diện của các nghệ sĩ về các cảnh săn bắn từ thời Trung cổ. Chó Munsterlander lớn đã được giới thiệu đến Bắc Mỹ bởi Kurt von Kleist vào năm 1966.

## Khả năng
Giống chó Large Münsterländer đặc trưng là bình tĩnh và nhẹ nhàng với trẻ em và cũng được nuôi để sống trong căn nhà của chủ nhân. Các đặc điểm đa dạng của giống chó này là người bạn đồng hành đáng tin cậy cho tất cả các khía cạnh săn bắn. Một so sánh gần đây về số điểm của 82 loài Large Münsterländer với 104 giống linh hoạt khác được đưa vào trong các cuộc thử nghiệm của Hiệp hội Săn bắn Linh hoạt Bắc Mỹ (NAVHDA) cho thấy rằng Large Münsterländer là một con chó đa năng với sự khác biệt. Trung bình, Large Münsterländer làm việc và phản ứng nhanh hơn so với các giống khác mặc dù bản năng chỉ điểm của Munsterlander trưởng thành sau này. Loài này thể hiện sự hợp tác lớn hơn các giống khác và tập trung theo dõi và phục hồi các loài chim trò chơi bị tê liệt. Trong quá trình tìm kiếm con mồi, hầu hết các chú chó từ 50 đến 150 thước Anh (46 đến 137 m), tùy thuộc vào đảm bảo. Bộ lông dài và dày của chúng bảo vệ chúng khỏi bị lạnh và cho phép chúng tìm kiếm thật kỹ, nhưng kết quả là chúng dễ bị nhòe hơn.